# Knjižnica Domžale
Knjižnica Domžale je osrednja splošna knjižnica s sedežem na Cesti talcev 4 (Domžale); ustanovljena je bila leta 1987.
Ima dislocirane enote: Mengeš, Moravče, Šentvid pri Lukovici, Trzin in Ihan.